# Conrad Sohm

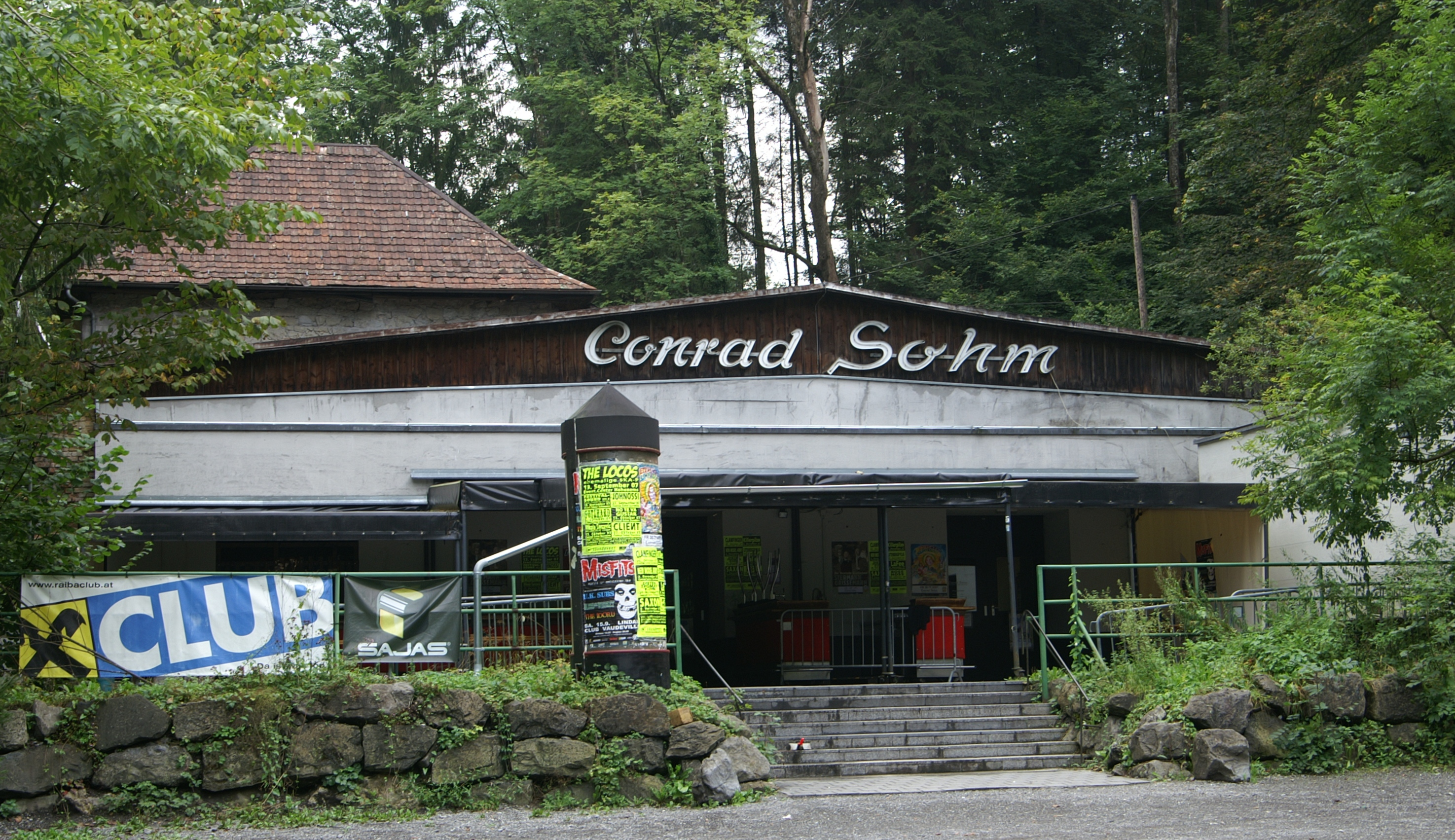
Außenansicht des Nachtclubs

Das Conrad Sohm (auch kurz Sohm genannt) ist ein österreichischer Nachtclub in Vorarlberg (zwischen der Dornbirner Innenstadt und dem Gütle) und in dieser Funktion Schauplatz von Auftritten lokaler und internationaler Musikgruppen und DJs.

## Geschichte

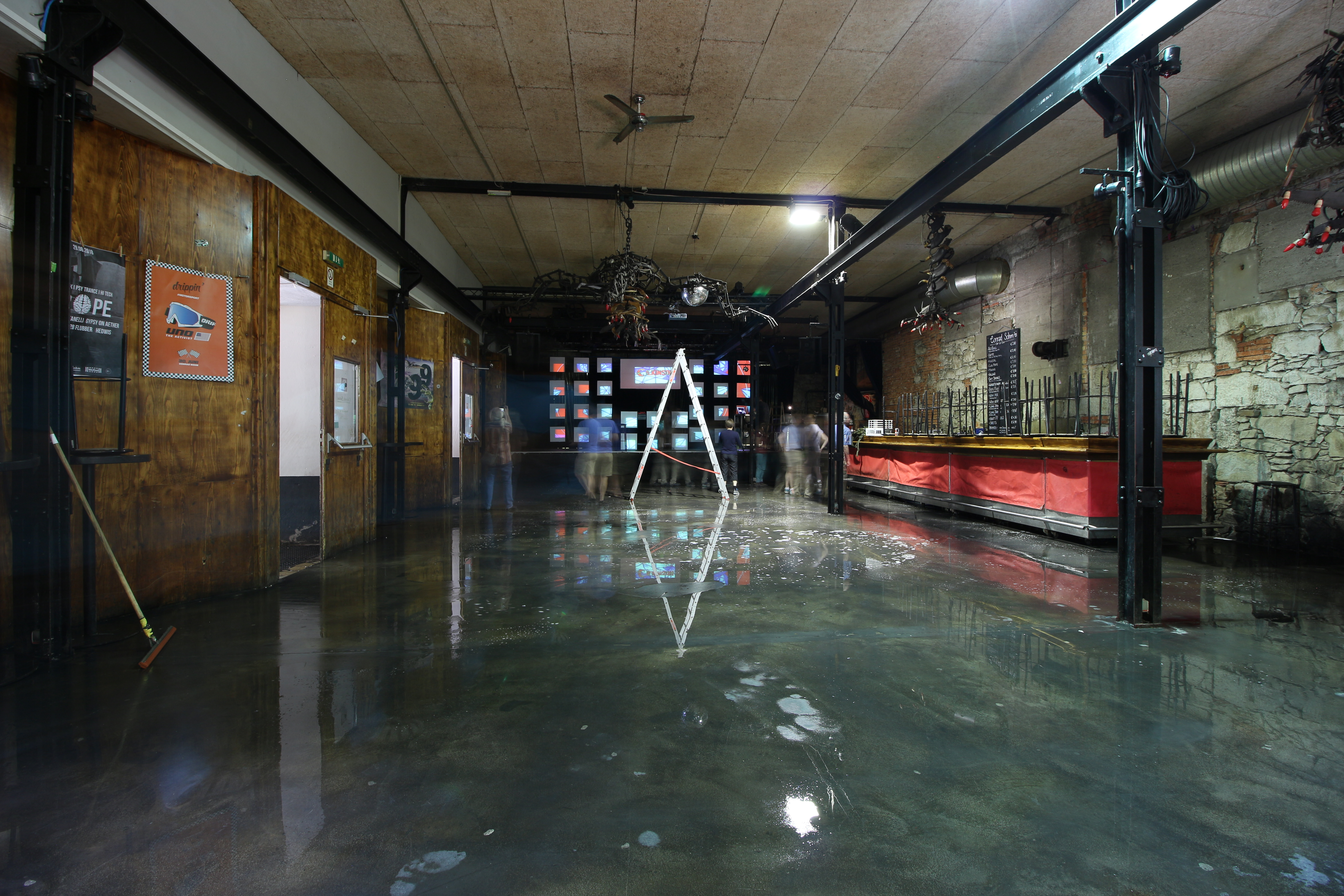
Innenraum des Clubs

Das Conrad Sohm entstand in den Jahren 1992 und 1993, indem in der Parzelle „Boden“ erhaltene Teile des zwischen 1870 und 1874 entstandenen Fabriksgebäudes der ehemaligen Fabrik Josef Andre Winder zum Nachtclub adaptiert wurden. Für die Außen- und Innengestaltung zeichnen darstellende und bildnerische Künstler aus der Region verantwortlich.
Die Bar ist nach einem verstorbenen Geschäftsmann benannt, der in Dornbirn ein gleichnamiges Spielwarengeschäft betrieb, das bis in die 1980er-Jahre bestand. Da Conrad Sohm dadurch für die Dornbirner ein Begriff war, entschied sich Hannes Rothmeyer dafür, seinem neu gegründeten Club diesen Namen zu geben. Er erwarb das alte Firmenschild, das noch am Geschäft in der Eisengasse angebracht war und ließ es unübersehbar über dem Eingangsbereich des Clubs montieren.

## Programm
Das Conrad Sohm versteht sich als multikultureller Treffpunkt für Jung und Alt. Das Hauptaugenmerk liegt auf DJ-ing und Konzerten, oft finden jedoch in kleinem Rahmen Ausstellungen, Lesungen und Kabarettvorstellungen statt. So testet dort das Kabarettduo Stermann & Grissemann sein jeweils aktuelles Programm vor dem Tourstart. Neben lokalen Bands und Newcomern (wie zum Beispiel BlakkAfghan oder Contrail) treten auch internationale Bands wie Faithless, Tito & Tarantula oder Queens of the Stone Age auf.